# Джошуа Вон Чі-Фун
Джошуа Вонг Чі-Фун (кит.: 黃之鋒,  нар. 13 жовтня 1996, Гонконг) — гонконзький активіст, засновник та очільник громадського руху Scholarism, генеральний секретар політичної партії Demosistō. Лідер Революції парасольок. 
У судовому процесі 2024 року суд Гонконгу засудив Джошуа Вонга до 4 років і 8 місяців позбавлення волі за підривну діяльність, наразі він перебуває у в'язниці.

## Біографія
Народився 13 жовтня 1996 року в родині протестантів. Його батько, Роджер Вонг — працівник мультинаціональної корпорації, а мати Грейс Вонг — домогосподарка. З дитинства страждав на дислексію, проте з роками подолав ваду, розвинувши комунікативні навички. Зацікавленість у соціальних проблемах з’явилася в Джошуа змалечку, коли батько водив його спілкуватися з бідними та дивитися на злидні Гонконгу.
Середню освіту здобув у Об’єднаному християнському Коледжі Східного Коулуну, де відвідував церковні клуби для розвитку різноманітних соціально-корисних вмінь. 

### Протести проти високошвидкісної залізниці
Джошуа Вонг брав активну участь у суспільному житті Гонконгу ще в молодому віці. Протести проти високошвидкісної залізниці 2010 року були першими політичними протестами в яких він взяв участь.

### Заснування Scholarism
29 травня 2011 року Вонг і однокласник Іван Лам заснували групу студентських активістів Scholarism. Група почала з простих протестів проти нещодавно оголошеного закону морального і національного виховання шляхом розповсюдження листівок. З часом група зросла як у розмірі, так і у впливі, і в 2012 році їм вдалося організувати політичний мітинг який відвідали понад 100 000 людей. Тоді Вонг привернув широку увагу медіа до себе як очільника протестів та керівника Scholarism.
У жовтні 2012 року, після того, як з'явилося повідомлення про зіткнення порома на Острові Ламма, позиція Вонга була піддана критиці через його повідомлення у Facebook, де він висловив бажання протестувати проти виконавчого голови Ленга у цій ситуації, натомість критики Вонга вважали, що, захопившись протестом, він забув про важливість пошуково-рятувальних зусиль. Дізнавшись про кількість жертв і серйозність інциденту, Вонг зняв свою заяву і вибачився, сказавши, що він не мав би робити такий коментар до повного розуміння обставин інциденту.

### Парасолькова революція
27 вересня 2014 року Вонг був серед 78 осіб, заарештованих поліцією під час масивних демократичних протестів — після того, як сотні студентів штурмували державну штаб-квартиру HKSAR, виступивши за свої політичні права та проти рішення Пекіну щодо виборчої системи Гонконгу. Однак, на відміну від більшості заарештованих, які були звільнені незабаром після цього, Вонг залишався під вартою протягом приблизно двох діб і був звільнений в неділю ввечері.

### Заснування Demosistō
У квітні 2016 року Вонг заснував нову політичну партію Demosistō з іншими лідерами Революції парасольок: Агнес Чоу, Оскаром Лаєм та Натаном Ло. Як генеральний секретар партії, Вонг планував взяти участь на виборах до Законодавчої ради 2016 року. Проте, оскільки Вонг мав тільки 19 років і не досягав вікового цензу, він подав конституційну скаргу про перегляд відповідності законодавства про вибори правам людини, вимагаючи зменшити ценз з 21 до 18 років. 

### Ув’язнення 2017 року

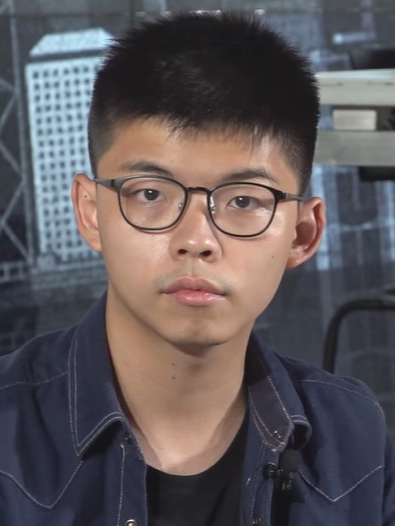
Джошуа Вонг у 2020 році

17 серпня 2017 року Джошуа Вонг разом з іншими відомими демократичними лідерами Натаном Ло та Алексом Чоу був ув’язнений за рішенням апеляційного суду. Він має утримуватися у дитячій колонії протягом 6 місяців, з позбавленням права займатися публічною службою та балотуватися на виборні посади протягом 5 років.

### Депортація з Таїланду
5 жовтня 2016 року Джошуа Вонг був затриманий в аеропорті Бангкоку. Його запросили виступити на одному зі студентських опозиційних заходів, організованого тайським активістом Нетівітом Чотіфатфеїсалом. Сам Нетівіт наголосив, що уряд Таїланду отримав відповідні вказівки з Пекіну. Пізніше тайська міграційна служба підтвердила, що запит про затримання Вонга та внесення його до «чорного списку» надійшов з КНР.  .
Після 12 годин ув’язнення Вонг був депортований до Гонконгу. Повернувшись додому, він розповів, що влада Таїланду діяла з грубим порушенням закону. Інцидент викликав обурення як серед гонконзьких активістів і правозахисників, так і серед тайських опозиціонерів. У результаті Вонг провів лекцію для тайських студентів через інтернет-мережу.

### Арешт відповідно до Закону про національну безпеку
6 січня 2021 року Вонг був серед 53 членів продемократичного табору які були заарештовані відповідно до Закону про національну безпеку, зокрема його положення щодо «ймовірної підривної діяльності». Групу звинуватили в організації та участі в праймеріз у липні 2020 року. Під час затримання Вонга в його домі провели обшук. 28 лютого 2021 року Вонгу та 46 з 53 заарештованих активістів пред’явили офіційні звинувачення в підривній діяльності.
У 2024 році після судового розгляду Вонга офіційно засудили до в'язниці за підривну діяльність. Суд засудив його до 4 років і 8 місяців позбавлення волі.

## Ставлення до України
Джошуа Вонг відомий своєю підтримкою України після Революції гідності. Коментуючи зв'язок Революції гідності та Революції парасольок, він відзначив:  
"Українська революція дійсно надихнула Гонконг. Проте, на мою думку, у Гонконзі склалася трохи інакша ситуація, адже ми змогли завершити її за принципами миру та ненасилля, у той час, коли в Україні у 2013-2014 роках відбулася справжня революція — далеко не громадський рух, який був у нас… Я думаю, нема різниці чи це Гонконг, чи країна у серці Європи, — по суті, всі ми зіштовхуємося з паростками кривавого комуністичного, тоталітарного режиму. Сьогодні дійсність дозволяє нам ділитися досвідом, щоб разом піклуватися про долю демократії, допомагати один одному і врешті-решт знаходити найкращу стратегію боротьби за спільне майбуття. Я впевнений: скоро це буде надважливою задачею!"..

Виступає за звільнення політв'язнів у Росії, в тому числі українського режисера Олега Сенцова.

## Критика
Вонг розглядається деякими коментаторами як «енергійний герой антинаціонального утворення» та «Символ непокори проти комуністичного уряду», в той час як офіційні ЗМІ засуджують його як «опозиційного протиурядового зрадника» та «екстреміста». Вонг виступає за збільшення громадянського впливу в головних виборах голови Гонконгу.

## У медіа
- 2017 Joshua: Teenager vs. Superpower – документальний фільм про Джошуа Вонга.
- 2015 Fortune – 50 найвидатніших світових лідерів (10th place)
- 2014 Уроки незгоди - документальний фільм про боротьбу Вонга та Ма Цзяя проти морального і національного виховання[en]
- 2014 Time – 25 найвпливовіших підлітків 2014 року
- 2014 Foreign Policy – 100 найбільших сучасних мислителів
- 2014 Time – Людина року (Голосування читачів – 3 місце)